# Hanna Naber

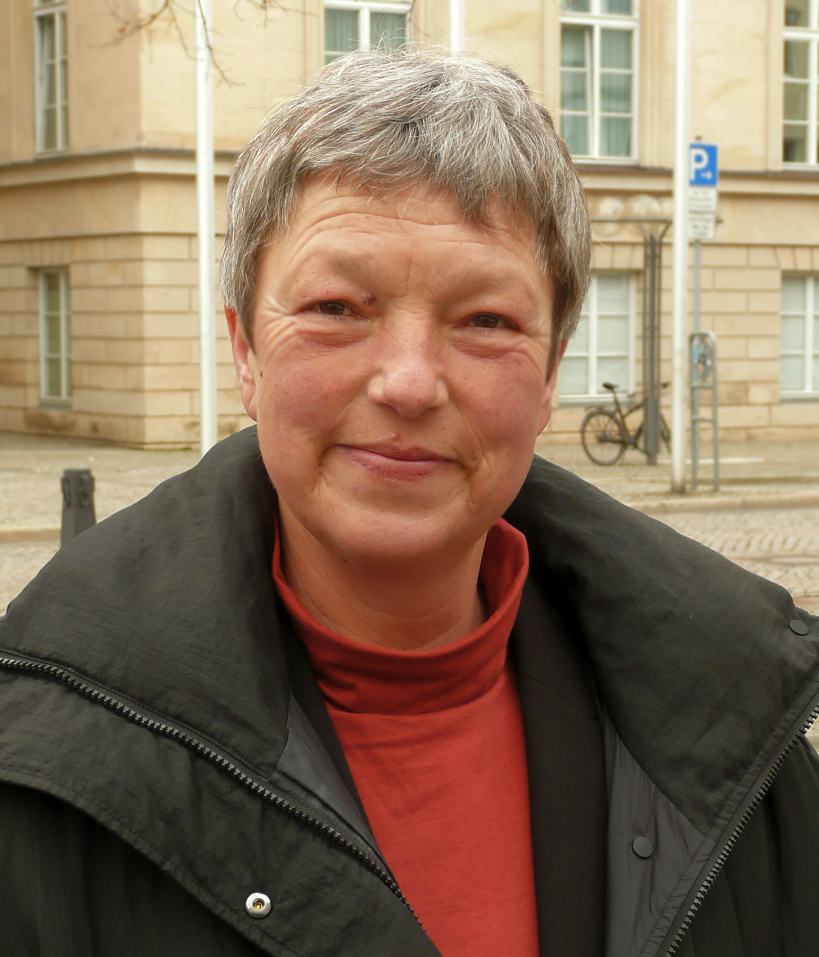
Hanna Naber, 2024

Hanna Judith Naber (* 21. Mai 1971 in Neuenhaus) ist eine deutsche Politikerin (SPD). Sie ist seit 2017 Abgeordnete und seit 2022 Präsidentin des Niedersächsischen Landtags. Von 2020 bis 2022 war sie Generalsekretärin der SPD Niedersachsen.

## Leben
Hanna Naber studierte an der Carl von Ossietzky Universität Oldenburg Pädagogik und an der Alice Salomon Hochschule Berlin / AWO Bundesakademie Sozialmanagement. In den Jahren 1995 bis 1997 war Naber Honorarkraft der Caritas Oldenburg/Ammerland als Dozentin für außerschulischen Sprachunterricht. Im Jahr 1998 Jugendbildungsreferentin beim DGB Oldenburg/Wilhelmshaven. Von 1999 bis 2002 Bildungsreferentin bei der Sozialistischen Jugend Deutschlands (SJD) – Die Falken. Von 2002 bis 2010 Sozial- und Verbandsreferentin bei der Arbeiterwohlfahrt (AWO), Bezirksverband Weser-Ems. Von 2006 bis 2009 berufsbegleitendes Studium des Sozialmanagements an der Alice Salomon Hochschule Berlin/AWO Bundesakademie. Von 2011 bis 2017 war sie Geschäftsführerin der Arbeiterwohlfahrt (AWO) im Bezirk Weser-Ems.
Hanna Naber lebt in Oldenburg.

## Politik
Seit 1988 ist sie Mitglied der SPD. Von 2016 bis 2020 war sie Schatzmeisterin der SPD Niedersachsen. Sie wurde bei der Landtagswahl 2017 im Landtagswahlkreis Oldenburg-Nord/West mit 42,9 % der Stimmen direkt in den Niedersächsischen Landtag gewählt. Bei der Landtagswahl 2022 wurde sie im Wahlkreis 63 (Oldenburg-Nord/West) erneut in den Landtag gewählt. Mit 34,98 % gewann sie damit das zweite Mal in Folge eines der beiden Direktmandate in Oldenburg. Am 8. November 2022 wählte das Parlament Naber einstimmig in das Amt der Landtagspräsidentin.
Im September 2020 bestellte der Landesvorstand der niedersächsischen SPD Hanna Naber kommissarisch zur Generalsekretärin der niedersächsischen SPD. Mit ihrer Wahl zur niedersächsischen Landtagspräsidentin im November 2022 gab sie das Amt der Generalsekretärin ab.

### Politische Positionen
Naber setzt sich für eine „gebührenfreie Bildung von der Krippe bis zum Meister, von der KiTa bis zum Master“ und für eine Verbesserung der Situation in der Pflege ein.
Im Dezember 2018 bezeichnete sie die AfD als „Feinde der kulturellen Arbeit in Niedersachsen und […] der Freiheit der Kultur als Ganzes.“ Sie bezog sich damit insbesondere auf den Abgeordneten Harm Rykena, der demonstrierende Kulturschaffende vor dem Landtag als „politische Indoktrinierer, die für ihre Dienstleistung entsprechend vergütet werden wollen“ bezeichnet hatte.
Außerdem setzt Hanna Naber sich für ein Paritätsgesetz im niedersächsischen Landtag ein.